# FC 지우가스 텔샤이
FC 지우가스 텔샤이(FC Džiugas Telšiai), 정식 명칭 지우가스 텔샤이 축구 클럽(Džiugas Telšiai Football Club)은 텔샤이를 연고지로 하는 리투아니아 축구 최고 리그인 A 리가(A Lyga)에 소속된 리투아니아 축구 클럽이다.

## 역사
1923년 11월 2일, 지우가스 스포츠 협회가 텔샤이에 설립되었다. 1923년부터 1946년까지 이 클럽은 축구, 농구, 아이스하키 팀을 운영했고, 이후 도시의 다른 스포츠로 사업을 확장했다. 1926년, 지우가스는 다른 스포츠 클럽인 "라이무테(Laimutė)"와 합병하여 145명의 공식 클럽 회원을 보유하게 되었다. 초대 이사회 이사는 S. 루코시우스였다. 1927년 6월 6일, 축구팀은 리투아니아 자전거 선수 연합과 첫 경기를 치렀고, 2:2로 승리했다. 1935년, 1936년, 그리고 1937년에 지우가스는 사모기티아 지역 챔피언이 되었다. 이 대회에는 플룽게, 스코우다스, 타우라게, 마제이키아이 출신 팀들도 참가했다. 지우가스는 1938년 라트비아 팀 "올림피아"를 상대로 첫 국제 경기를 치러 2:1로 승리했다.
1946년, 지우가스는 주 스포츠 연합 "잘기리스"에 소속되었고, 팀은 리투아니아 소비에트 사회주의 공화국 하부 지역 축구 리그에 참가했다.
1992-1993 시즌, 지우가스는 III 리그 챔피언이 되었지만, 1994년 팀이 해체되고 텔사이 연고 팀 "마스티스"가 새롭게 창단되었다.
2014년, 텔사이 축구계에 의해 클럽이 재건되었다. 클럽은 II 리가(3부 리그)에서 첫 시즌을 보내며 2위를 차지했고 I 리가(2부 리그)로 승격했으며, 그 이후로도 계속해서 참여하고 있다.
2019년 시즌 시작 전, 비유나스 바실리아우스카스 감독은 은퇴한 클럽 선수 마리우스 슐루타 감독으로 교체되었다. 2019년, 지우가스는 I 리가에서 우승하고 A 리가로 승격했다. 그러나 클럽은 A 리가 라이선스 기준을 충족하지 못해 2020년 시즌까지 I 리가에 머물렀다.
LFF I 리가에서 4위를 차지한 후 A 리가로 승격했다. 2021년 시즌에 클럽은 A 리가에 데뷔하여 8위를 차지했다.
2022년 A 리가 시즌 중반, 클럽은 감독을 교체했다. 마리우스 슐루타 감독이 후임으로 주앙 마누엘 로페스 프라테스 감독으로 교체되었다. A 리가 두 번째 시즌, 9위를 기록하며 FK 넵투나스와 강등 플레이오프를 치렀다. 클라이페다 지우가스 클럽과의 첫 경기에서 4-0으로 승리했고, 텔샤이와의 두 번째 경기에서는 1-0으로 승리했다. 합계 5-0으로 A 리가 진출을 지켜냈다.